# Pierre Vermeulen
Pierre Vermeulen (Kerkrade, 16 marzo 1956) è un ex calciatore olandese, di ruolo centrocampista offensivo.

## Carriera

### Club
Esordì in massima serie nel 1974 con la maglia del Roda JC, con la quale giocò sino alla stagione 1979-80 raggiungendo, come massimo risultato, la finale di Coppa d'Olanda 1975-76 persa contro il PSV. Trasferitosi al Feyenoord, vi rimase fino alla stagione 1983-84, al termine della quale conquistò l'accoppiata Eredivisie-KNVB beker; dopo una stagione nel MVV Maastricht, si trasferì in Francia giocando per due stagioni al Paris Saint-Germain, con il quale vinse un titolo nazionale nella stagione 1985-86. Concluse la carriera nel 1991 nell'Angers dopo aver giocato, tra il 1987 e il 1989, nel Tours.

### Nazionale
Esordì in nazionale nel 1978 in occasione di un match contro la Tunisia, durante il quale segnò anche la sua unica rete con gli Orange. Fino al 1983, anno della sua ultima partita in nazionale (sconfitta per 3-0 contro la Svezia), totalizzò nove presenze senza mai essere convocato alle fasi finali dei tornei internazionali.

## Palmarès
- Campionato olandese: 1

Feyenoord: 1983-84
- Coppa dei Paesi Bassi: 1

Feyenoord: 1983-84
- Campionato francese: 1

Paris Saint-Germain: 1985-86